# Masters Series Hamburg 2008
Masters Series Hamburg 2008 — тенісний турнір, що проходив на ґрунтових кортах у місті Гамбург, Німеччина з 12 травня. Належав до категорії Masters Series, був турніром серії Hamburg European Open 2008 року.

## Фінальна частина

### Одиночний розряд
Рафаель Надаль —  Роджер Федерер 7–5, 6–7(3–7), 6–3

### Парний розряд
Деніел Нестор /  Ненад Зімоньїч —  Боб Браян /  Майк Браян 6–4, 5–7, [10–8]